# Hamburg-Moorburg

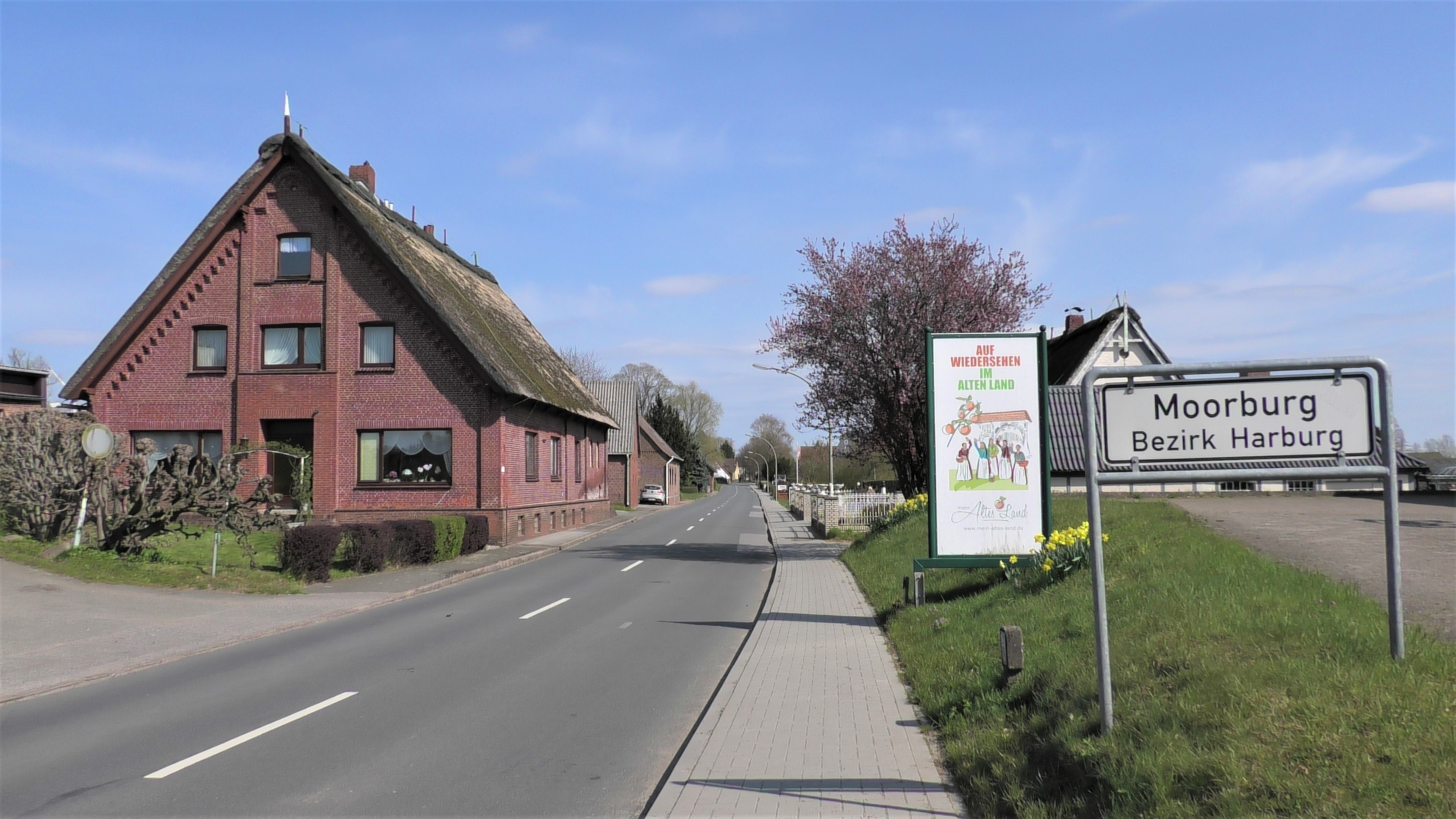
Ortsschild von Moorburg

Moorburg ist ein Hamburger Stadtteil im Bezirk Harburg.

## Geografie
Moorburg liegt in der Elbmarsch nur knapp über dem Meeresspiegel. Lediglich der künstlich aufgeschüttete Moorburger Berg erreicht eine Höhe von 21,9 Meter.

### Nachbarstadtteile
An Moorburg grenzen die Stadtteile: nördlich Altenwerder, östlich Wilhelmsburg, südlich Heimfeld, südwestlich  Hausbruch, westlich Francop (alle im Bezirk Harburg, außer Wilhelmsburg im Bezirk Mitte).

## Geschichte

Moorburg 1902

Moorburg ist ein lang gezogenes Straßendorf. Nur um die Kirche herum gibt es eine Anballung von Häusern, die so etwas wie ein Zentrum andeutet. Es gehört seit 1375 zu Hamburg und ist der älteste sowie bis 1937 einzige Stadtteil Hamburgs südlich der Elbe. Zudem ist es einer der ältesten Stadtteile Hamburgs überhaupt. Das Hamburger Amt Ritzebüttel mit der Insel Neuwerk liegt zwar auch auf der Südseite der Elbe, gehörte aber bis 1937 nicht zur Stadt, sondern zum Land Hamburg.
Die Hamburger kauften die Gebiete Olde Moor und Reetwisch, die in unmittelbarer Nähe der Alten Süderelbe lagen, die damals der Hauptstrom der Elbe war und bevorzugt von den Schiffen befahren wurde. Sie errichteten hier 1390 eine Burg oder einen ständig besetzten Wehrturm, die nach dem Landschaftscharakter Moorburg genannt wurde, um von dort aus die Schifffahrt zu kontrollieren und das Stapelrecht auszuüben. Dies bedeutete, dass die Kaufleute für die Waren auf den Schiffen entweder Zölle zahlen oder ihre Waren in Hamburg einige Zeit zum Verkauf anbieten mussten. Dies führte zu dauerhaftem Streit mit den Lüneburger Herzögen, die im benachbarten Harburg residierten und ihre Rechte verletzt sahen. Hamburg entschied den Streit letztendlich für sich.
Am Moorburger Kirchdeich steht ein Denkmal, das an die Verteidigung Moorburgs an der Moorburger Schanze (heute im Bereich des Kraftwerks) gegen die französischen Truppen im Jahre 1814 während der Befreiungskriege erinnert.
Der Flusslauf der alten Süderelbe nördlich von Moorburg wurde nach der Sturmflut 1962 zugeschüttet und der Abfluss über den Köhlbrand geleitet.

## Politik

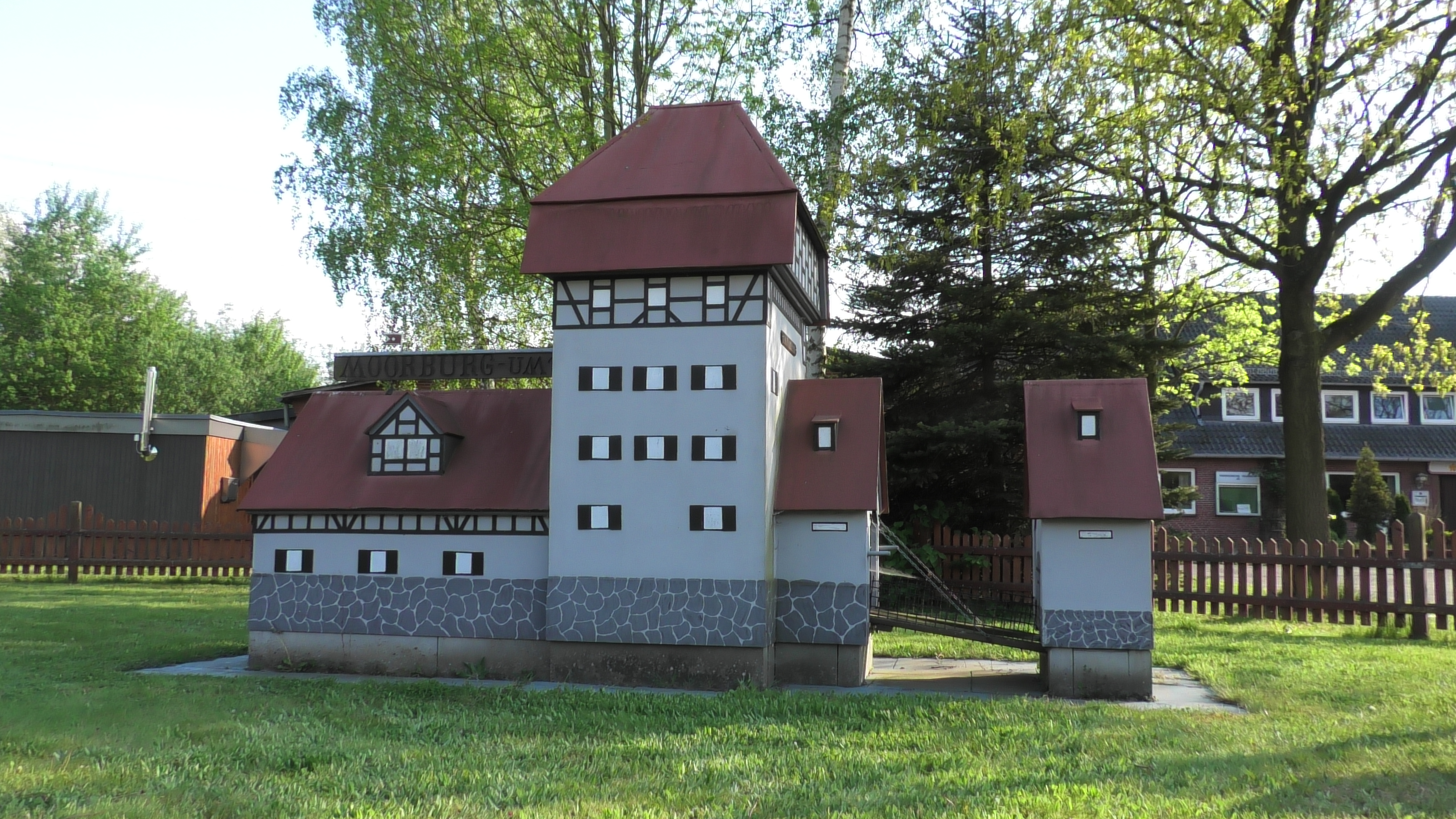
Ein Nachbau von der Moorburg

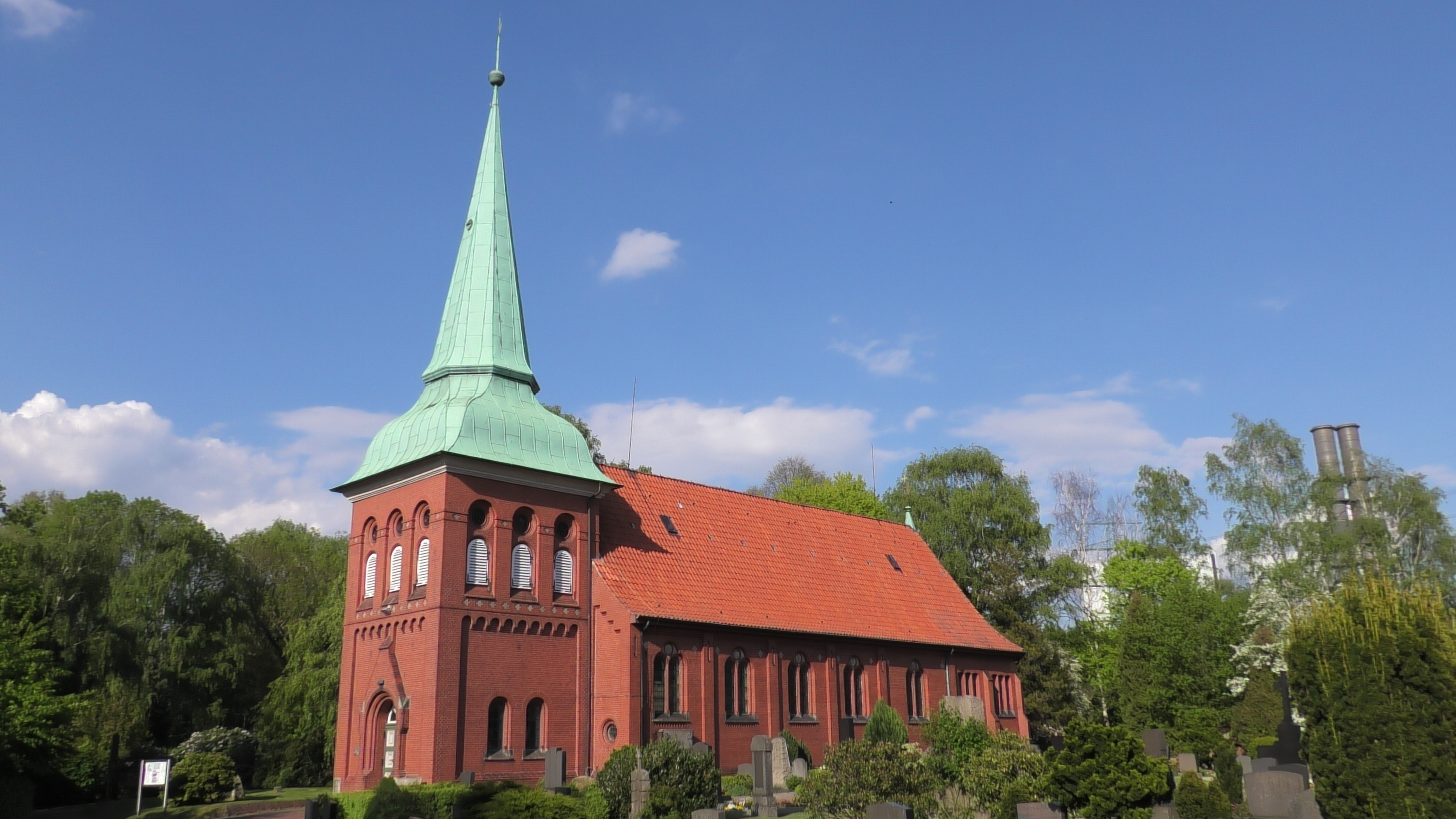
Ev-Luth. St.Maria-Magdalena-Kirche

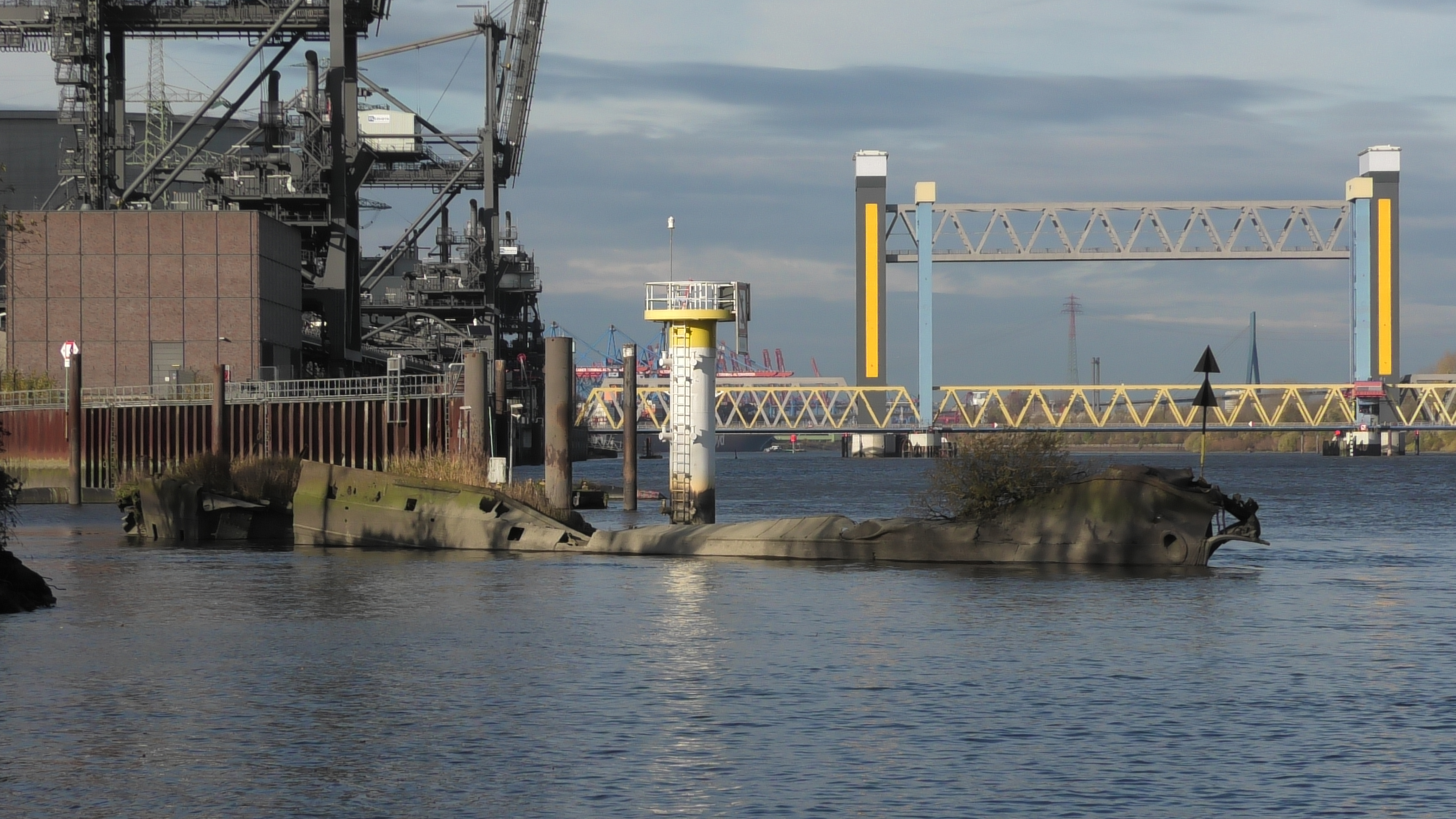
Schiffswrack „Mountbatten“ in Moorburg

Moorburg liegt seit 1982 im Hafenerweiterungsgebiet. Obwohl die Stadt Hamburg bereits mehr als 90 Prozent der Häuser aufgekauft hat, läuft ein Sanierungsprogramm für die in städtischem Besitz befindlichen Immobilien. Ebenfalls wurde seitens Hamburgs weiter in die soziale Infrastruktur investiert. Die Stadt erteilte zuletzt für in Moorburg lebende Bauwillige in begrenztem Umfang befristete Baugenehmigungen. Die Hamburg Port Authority plant, auf einer Fläche von 45 ha eine mehr als 30 m hohe Deponie für kontaminierten Hafenschlick einzurichten. Damit wäre der Bau eines Container-Terminals in Moorburg nicht mehr möglich. Gegen diese Pläne artikuliert sich Protest aus dem Ort und der Bezirksversammlung Harburg.
Aus dem Ort wird als Nutzung für die Flächen das Konzept eines „Wissensparks für Umwelt- und Maritime Technologien“ ins Gespräch gebracht, das auf eine Zusammenarbeit mit der in der Nähe befindlichen Technischen Universität Hamburg ausgerichtet ist.
Die Bürgerschaftswahl 2020 für die Wahl zur Hamburgischen Bürgerschaft brachte in Moorburg, das zum Wahlkreis Süderelbe gehört, zusammen mit Altenwerder folgendes Ergebnis:
| Bürgerschaftswahl | SPD    | Grüne 1) | Linke 2) | CDU    | AfD    | FDP    | Übrige    |
| ----------------- | ------ | -------- | -------- | ------ | ------ | ------ | --------- |
| 2020              | 29,8 % | 28,5 %   | 15,3 %   | 08,1 % | 04,8 % | 04,6 % | 08,9 %    |
| 2015              | 35,5 % | 13,1 %   | 23,8 %   | 13,4 % | 05,6 % | 03,7 % | 04,9 %    |
| 2011              | 43,3 % | 06,5 %   | 16,4 %   | 14,4 % | –      | 06,6 % | 12,8 %    |
| 2008              | 33,6 % | 13,6 %   | 07,3 %   | 35,9 % | –      | 04,3 % | 05,3 %    |
| 2004              | 24,2 % | 14,2 %   | –        | 48,4 % | –      | 03,2 % | 10,0 %    |
| 2001              | 34,9 % | 07,3 %   | 00,9 %   | 22,3 % | –      | 03,7 % | 30,9 % 3) |

Für die Bundestagswahl gehört Moorburg zum Wahlkreis Hamburg-Bergedorf – Harburg. Bei den Bezirksversammlungswahlen zählt der Stadtteil zum Wahlkreis Neugraben-Fischbek/Ost, Moorburg, Altenwerder, Francop, Neuenfelde, Cranz.

## Kultur und Sehenswürdigkeiten

### Bauwerke
Erstmals erwähnt wurde eine Kirche in Moorburg bereits 1309. Diese stand bis 1597 auf einer Warft am Moorburger Kirchdeich, südlich des Standortes der heutigen Kirche. Der „alte Kirchhof“ ist noch heute erkennbar und durch eine Informationstafel markiert. Auf der Wiese befindet sich ein kreisförmiger Graben mit 90 m Durchmesser, darin eine leichte Erhebung von ca. 0,7 m gegenüber der Umgebung. Laut Überlieferung stand dort bis 1597 (Einweihung der neuen Kirche) die alte Kirche. 1987 bis 1989 fanden archäologische Ausgrabungen durch das Helms-Museum statt, bei denen keine Gebäudereste gefunden wurden, wohl aber Hinweise auf zwei Kirchenbauten und ein goldener Kelch aus dem 16. Jahrhundert. 406 mittelalterliche und drei neuzeitliche Gräber wurden freigelegt. Neben kastenförmigen Särgen wurden auch sieben Einbäume als Särge gefunden.

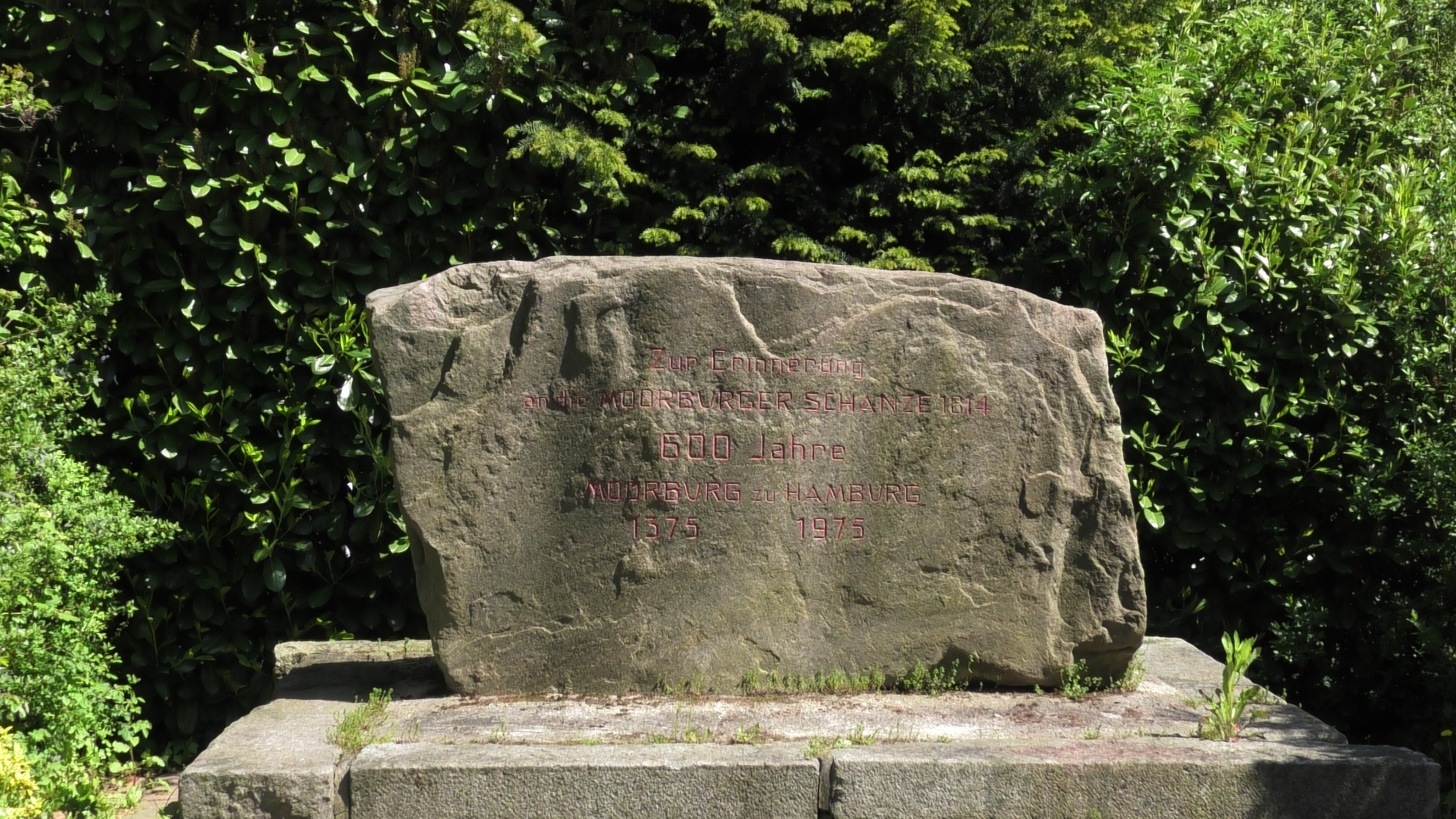
Denkmal Moorburger Schanze in Moorburg

Die heutige evangelisch-lutherische St.-Maria-Magdalena-Kirche wurde nahe dem Moorburger Elbdeich neu erbaut und 1597 geweiht. Sie wurde 1684 bis 1689 von Lorenz Dohmsen umgebaut, 1878 bis 1879 erfolgte ein erneuter Umbau im neugotischen Stil nach Plänen von H. M. Brekelbaum, der 1906 bis 1907 wieder größtenteils beseitigt wurde. Die barocke Ausstattung stammt aus dem Jahre 1688.

## Sport
In Moorburg sind der Moorburger Turn- und Sportverein von 1897 e. V. und der Schützenverein zu Moorburg von 1903 e. V. ansässig.

## Wirtschaft und Infrastruktur

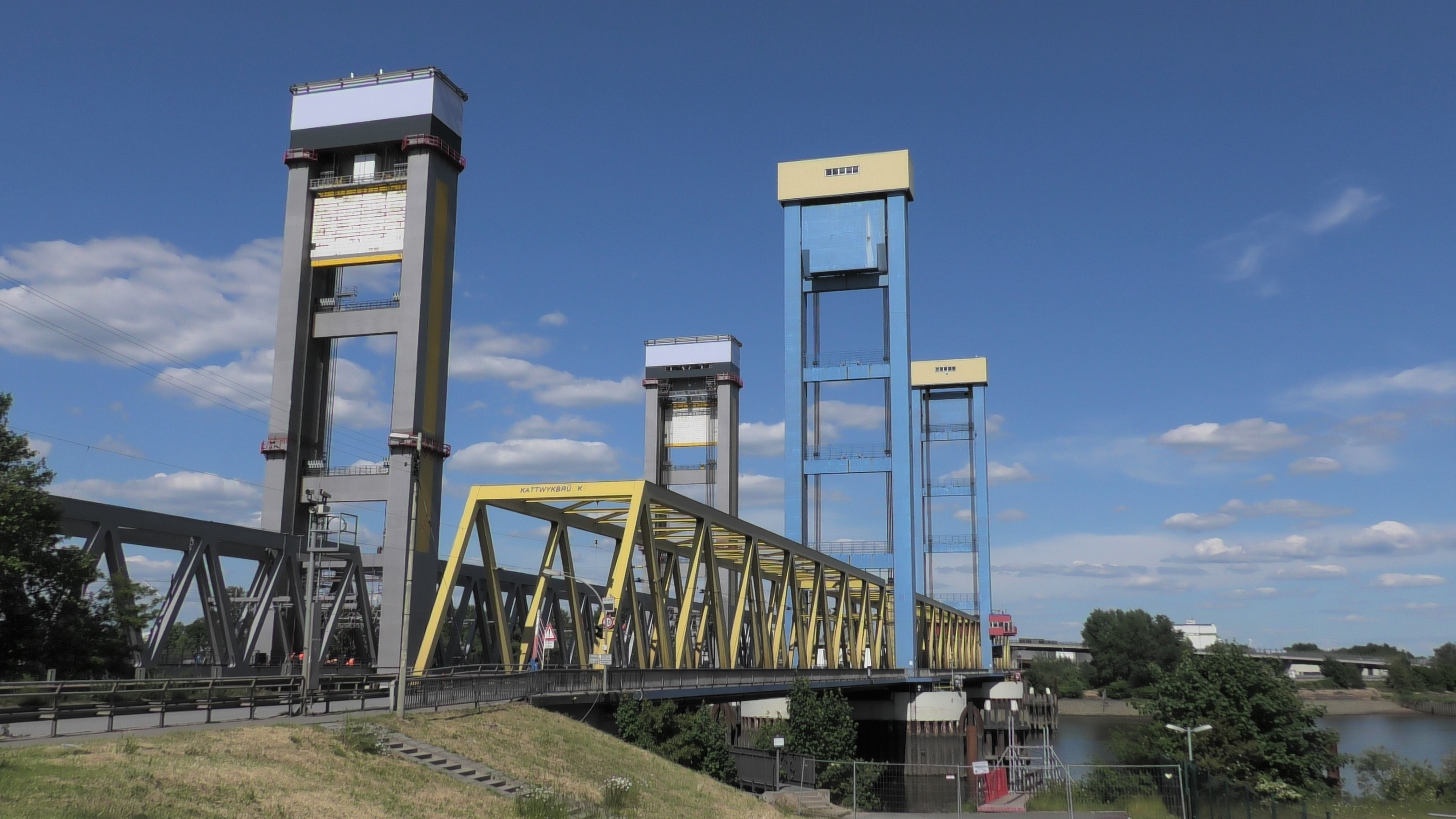
Die neue und die alte Kattwykbrücke in Moorburg

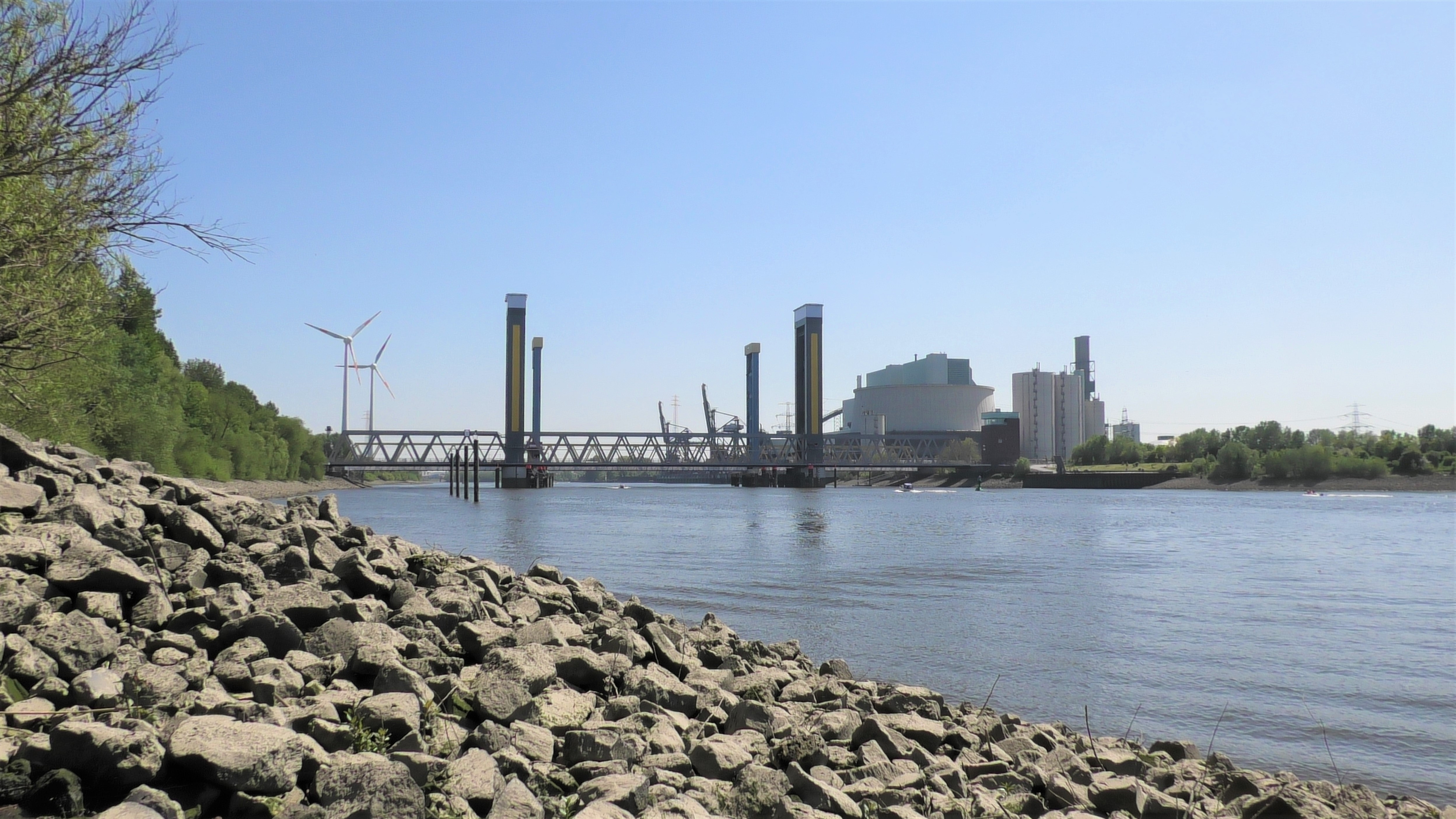
Blick auf Kattwykbrücke in Moorburg

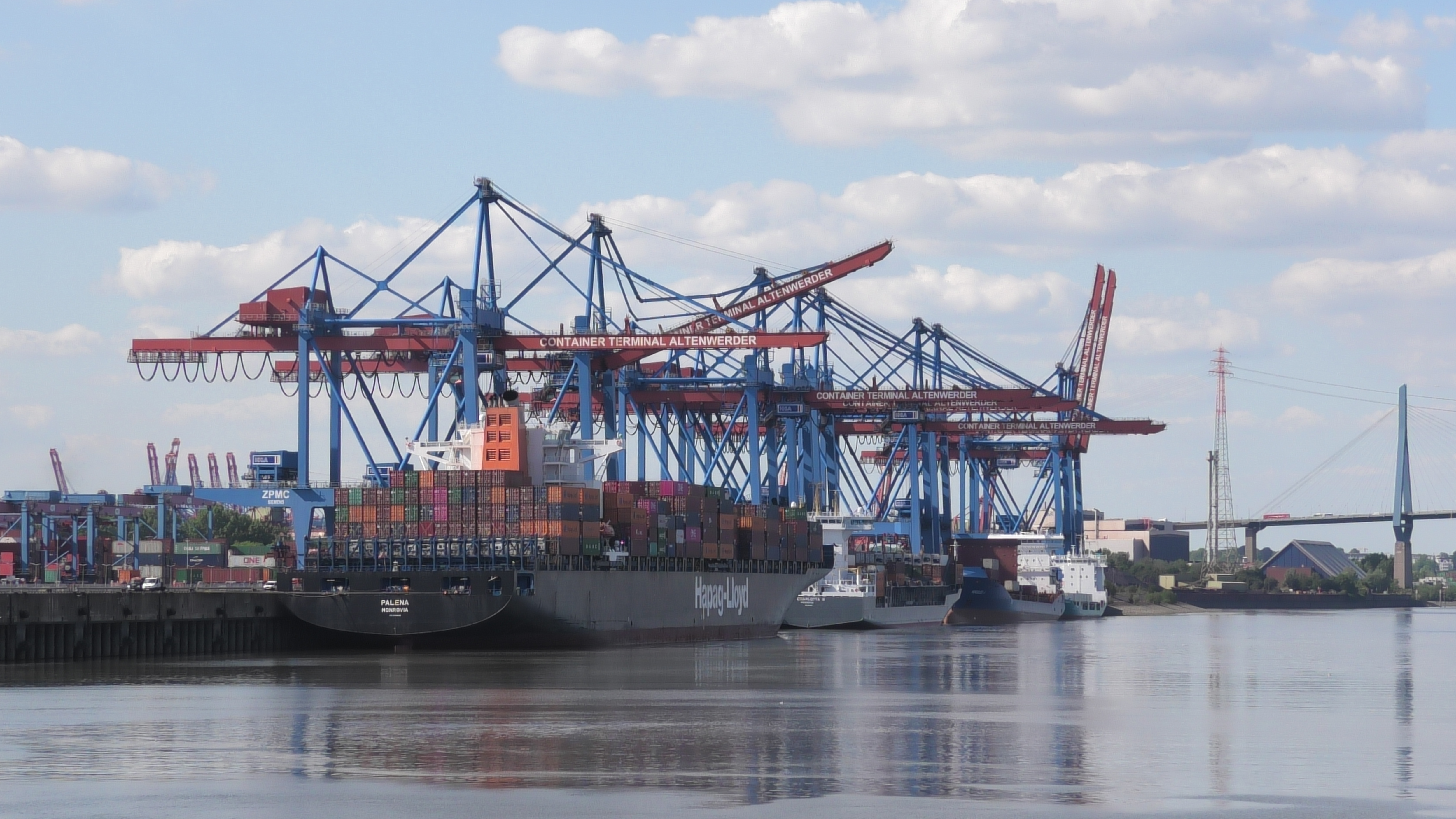
Das Containerterminal Altenwerder

Moorburg wird auf Stelzen bzw. einem Damm von der Bundesautobahn 7 durchschnitten. Die Buslinie 157 verbindet Moorburg mit dem südlichen Hamburger Stadtteil Harburg. Buslinie 250 ist durch den neuen Elbtunnel bis nach Hamburg-Altona geführt. Über die östlich verlaufende Süderelbe führt die Kattwykbrücke, eine Hubbrücke für den Straßenverkehr und die Züge der Hamburger Hafenbahn. Sie verbindet Moorburg mit Wilhelmsburg und dem zentralen Freihafengebiet. Parallel zum Moorburger Damm und zur Kattwykbrücke soll ab 2020 die Bundesautobahn 26 als sogenannte Hafenpassage errichtet werden. Diese wird Moorburg von Westen nach Osten durchqueren und die A7 mit der A1 verbinden.
Es gibt in Moorburg eine Gastwirtschaft, verschiedene Fuhrunternehmen und einige Handwerks- und bäuerliche Betriebe. Ebenfalls haben sich einige Künstler und Kunsthandwerker im Ort angesiedelt. Die Freiwillige Feuerwehr Moorburg gehört zu einer der ältesten Freiwilligen Feuerwehren in Hamburg.

## Kraftwerk Moorburg
Zwischen 1974 und 2001 betrieben die Hamburgischen Electricitäts-Werke (HEW) das Gaskraftwerk Moorburg. Es hatte eine elektrische Leistung von 1000 MW und gehörte damit zu den größten konventionellen Kraftwerken in Deutschland. Das Kraftwerk wurde im April und Mai 2004 gesprengt. Der Schornstein des Kraftwerks war mit einer Höhe von 256 m das höchste massive Bauwerk Hamburgs (der Fernsehturm ist ohne seine Antenne 204 m hoch).
Im September 2006 gab der Aufsichtsrat von Vattenfall Europe grünes Licht für den Bau eines Kohlekraftwerks. Dieses sollte nach damaliger Berechnung rund 1,7 Mrd. Euro kosten. Im Jahre 2017 sollte das Heizkraftwerk Wedel vom Netz gehen und durch das neue Kohlekraftwerk in Moorburg ersetzt werden. Im Oktober 2007 wurde mit den vorbereitenden Bauarbeiten begonnen, die immissionsschutzrechtliche Genehmigung wurde im September 2008 erteilt. 2011 wurden die Kosten mit rund 2,6 Mrd. Euro veranschlagt. Das Kraftwerk ging 2014 (Block B) bzw. 2015 (Block A) in Betrieb. Im Dezember 2020 wurde es vom Netz genommen und abgeschaltet.
Das Projekt wurde von verschiedenen Seiten insbesondere wegen seiner Klimaschädlichkeit sehr kritisch gesehen. Ein Gutachten des TÜV Rheinland belegte 2016, dass der Gesamtausstoß an CO2 reduziert werde, weil das neue Kraftwerk wesentlich effizienter arbeite als die zu ersetzenden, veralteten Kraftwerke.

## Bildung und Kultur
Der Hamburger Senat wollte die Moorburger Grundschule 2004 schließen, entschloss sich allerdings nach Bürgerprotesten dies zunächst nicht zu tun. Organisatorisch wurde die Grundschule vorübergehend die Zweigstelle der Schule in Neuenfelde.
Aufgrund nicht ausreichender Anmeldezahlen wurde die Schule im Jahr 2007 doch endgültig geschlossen.
Die Schule ist seit 2009 komplett, mit zwei Schultrakten, einem Verwaltungstrakt und der Pausenhalle an den Kulturverein elbdeich. e. V. vermietet.
Die Räume sind als Ateliers an Künstler vermietet. Es gibt dort ein Café und in der Pausenhalle finden kulturelle oder sonstige Veranstaltungen statt. Auf dem Gelände der Schule bleiben ebenfalls ein Kindergarten sowie ein Hort erhalten.

## Persönlichkeiten
- Friedrich Cropp (1790–1832), Jurist, Hochschullehrer und Instanzrichter
- Friedrich Matthias Perthes (1800–1859), Pastor in Moorburg 1830 bis 1859
- Adolph Nikolaus von Düring (1820–1882), Arzt und Politiker, Mitglied der Hamburgischen Bürgerschaft
- Hildegund Carena (* 1923), Sängerin
- Rüdiger Grube (* 1951), ehemaliger Vorstandsvorsitzender der Deutsche Bahn AG

## Weblinks

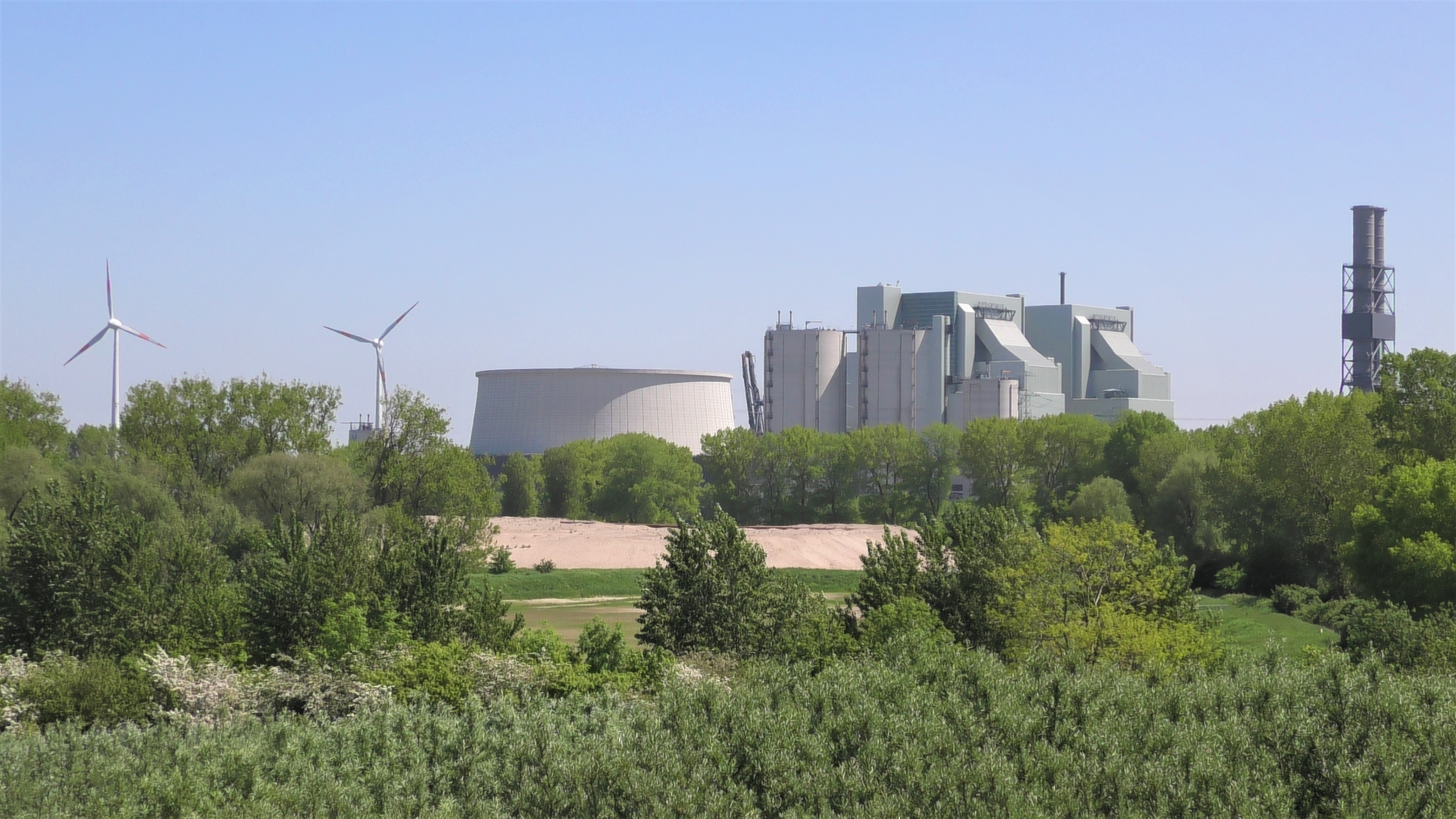
Kohlekraftwerk in Moorburg

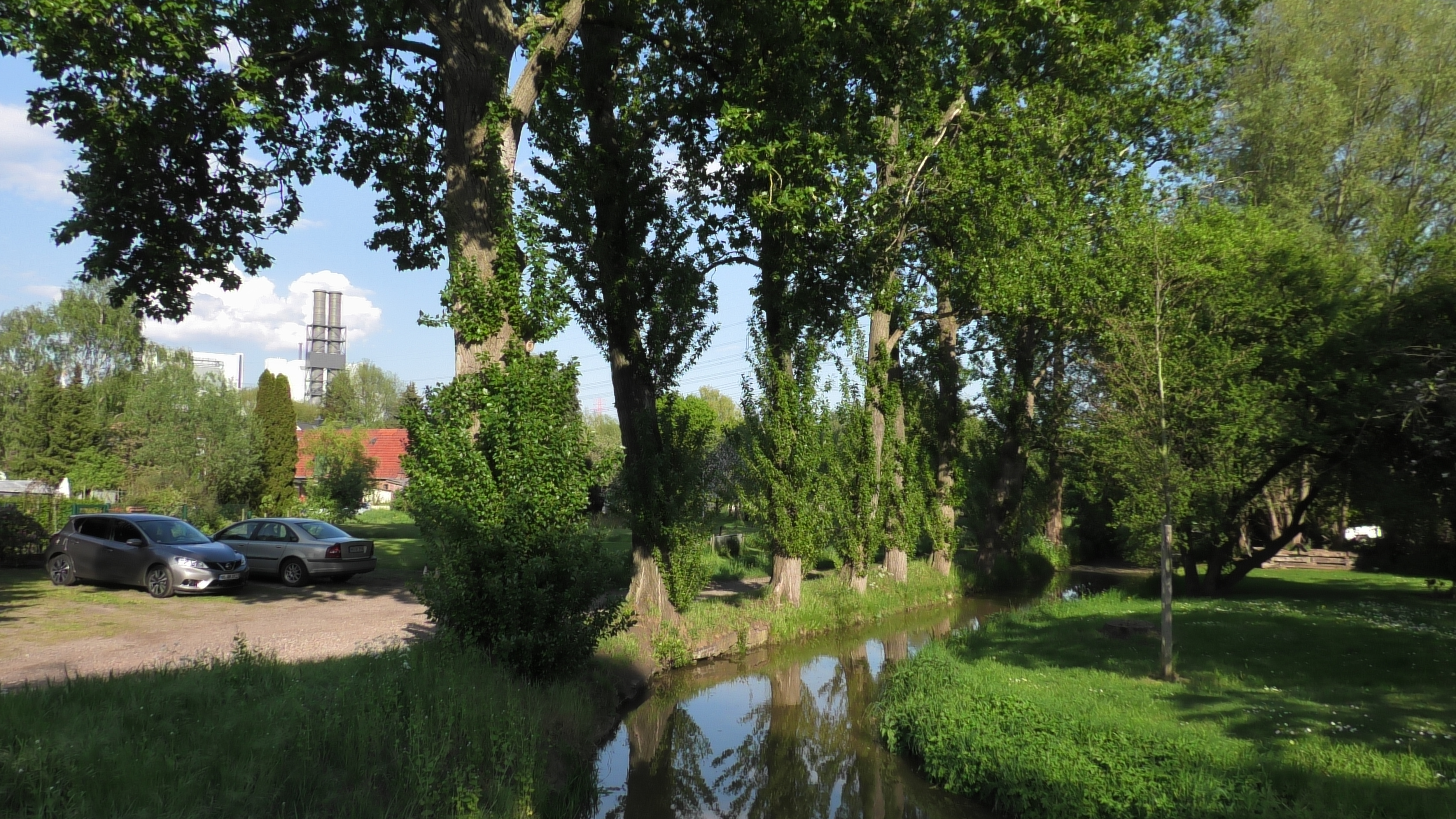
Ein Blick auf das Kohlekraftwerk in Moorburg